# 特雷福尔-屈西亚
特雷福尔-屈西亚（法語：Treffort-Cuisiat，法語發音：[tʁefɔʁ kɥizja]）是法国东部安省的一个旧市镇，属于布雷斯地区布尔格区。面积39.41平方公里，人口1910，人口密度48.46人/平方公里（2017年）。

## 人口
特雷福尔-屈西亚人口变化图示
| 数据来源：INSEE |